# Michajłówka (rejon żmeryński)
Michajłówka (ukr. Михайлівка) – wieś na Ukrainie w rejonie żmeryńskim obwodu winnickiego.